# Streptopinna saccata
Streptopinna saccata is een tweekleppigensoort uit de familie Pinnidae. De wetenschappelijke naam is gepubliceerd in 1758 door Carl Linnaeus in de tiende editie van Systema naturae.